# Ptilogyna herroni
Ptilogyna herroni är en tvåvingeart som först beskrevs av Alexander 1948.  Ptilogyna herroni ingår i släktet Ptilogyna och familjen storharkrankar. Inga underarter finns listade i Catalogue of Life.